# Harteloxal
Harteloxal, als Anwendung auch Harteloxieren, Hartanodisieren oder Hartcoatieren genannt, ist eine elektrolytische Oxidation von Aluminiumwerkstoffen, um Schutzschichten auf der Oberfläche zu erzeugen. Diese dienen als Verschleiß- und/oder Korrosionsschutz, weisen gute tribologische Eigenschaften auf und haben in Abhängigkeit vom Gegenlaufpartner sehr gute Gleiteigenschaften, die durch PTFE-Imprägnierungen noch verbessert werden können.

## Verfahren
Das Aluminiumbauteil wird in einen Elektrolyten getaucht und als Anode geschaltet. Die Oberfläche wird dabei oxidiert, auf dem metallischen Aluminium bildet sich eine Schicht aus Aluminiumoxid. Dabei findet ein Volumenzuwachs an der Bauteiloberfläche, also eine Maßerhöhung, statt, in der Regel von ca. 50 % der Gesamtschichtdicke bei Standardverfahren. Üblicherweise werden Schichtdicken von ungefähr 25 bis 50 µm erzeugt.
Im Gegensatz zum Eloxieren, das bei Raumtemperatur und mit relativ geringen Stromstärken durchgeführt wird, arbeitet man beim Harteloxieren bzw. Hartanodisieren mit sehr hohen Stromstärken. Daher muss der Elektrolyt gekühlt werden, damit die Bauteile nicht überhitzen oder sogar „verbrennen“. Üblicherweise dient, wie beim Eloxieren, Schwefelsäure als Elektrolyt, aber auch andere Säuren oder Mischungen sind möglich und nehmen Einfluss auf die Schichteigenschaften.
Hartanodisierbar sind alle Aluminiumlegierungen, je reiner die Legierung ist, umso mehr Oxide können gebildet werden. Auf sehr reinen Legierungen können daher Schichtdicken von bis zu 200 µm erreicht werden. Solche Legierungen werden aber so gut wie nie  eingesetzt da bei technischen Anwendungen an das Grundmaterial in der Regel sehr hohe und spezifische Anforderungen bezogen auf Härte, Korrosionsfestigkeit oder andere Eigenschaften gestellt werden.

## Anwendung
Hartanodische Schichten sind wesentlich dichter und sehr viel härter als „normale“ anodische Schichten. Die Aluminiumoxide in der Schicht sowie die Legierungsbestandteile, die während des Beschichtungs- bzw. Umwandlungsprozesses herausgelöst (z. B.: Cu) oder als nicht lösbare Bestandteile (z. B.: Si) eingebaut werden, haben einen wesentlichen Einfluss auf den Aufbau, die Härte und die Korrosionsfestigkeit der Schicht. Die erzielbaren Schichthärten sind von der verwendeten Aluminiumlegierung abhängig und bewegen sich zwischen 350 und 600 HV (Härte nach Vickers). Die Schichthärte wird ausschließlich im Querschliff gemessen, da man bei einer Aufschichtmessung bei solch dünnen und spröden Schichten Gefahr läuft die Schicht durch die Messung zu zerstören; dadurch kann auch die Härte des Grundmaterials in die Messung einfließen, wodurch die Messung insgesamt verfälscht würde. Durch die Poren, die sich in der Schicht befinden, erhält man eine Misch- oder Scheinhärte. Die Oxide des Aluminiums haben tatsächlich eine wesentlich höhere Härte, woraus man dann ableiten kann, dass unter bestimmten Bedingungen wesentlich bessere Verschleißeigenschaften erreicht werden können als bei metallischen Schichten wie z. B. gegenüber einer Chromschicht, die eine Vickershärte von ca. 1000 – 1100 HV aufweist.  Harteloxalschichten werden zu technischen Zwecken eingesetzt, beispielsweise für Bolzen, Lager, Gehäuse, Führungen, Steuerventile, Steuerkolben, Zahnräder, Schnecken, Formen und Aluminium-Profile. Da sie als keramische Schicht isolierend wirkt, dient das Harteloxal auch zur elektrischen Isolation. Die jeweilige Isolationswirkung hängt von dem Grundwerkstoff und der Schichtdicke ab. Der Vorteil dieser Schichten liegt darin, dass man leichtere Werkstoffe einsetzen (wenn nicht eine bestimmte Grundfestigkeit und Zähigkeit des Werkstoffes gefordert wird) und trotzdem extrem gute Verschleiß- und Korrosionsschutzwerte erreichen kann.
Seit einigen Jahren findet man verstärkt Komposit-Verfahren auf dem Markt, welche auf einer neuartigen Polymer-Oxid-Matrix basieren. Die geänderte Schichtstruktur führt zu einer erheblich gesteigerten Abriebfestigkeit und einem optimierten Gleitverhalten (Reduzierung des Stick-Slip-Effekt). Inzwischen stellen diese innovativen Prozesse bei einigen Automotive-Herstellern im Bereich Fahrwerkstechnik und hochbeanspruchte Komponenten den Standard dar.

## Nachbehandlung
Harteloxalschichten können aufgrund ihrer porigen Struktur nachbehandelt werden, um die Eigenschaften zu verbessern oder zu verändern. Die Schichten „wachsen“ senkrecht aus dem Grundmaterial heraus und bilden am Grund eine Sperrschicht. Über dieser Sperrschicht befinden sich Kanäle, über die der Strom zum Grundmaterial fließt und die Schicht bis zur gewünschten oder maximal möglichen Stärke aufwachsen lässt. Diese Poren kann man durch ein Nachverdichten in ca. 96 °C heißem VE-Wasser verschließen. Durch die verschlossenen Poren gelangen Feuchtigkeit und Sauerstoff nur sehr schwierig an das Grundmaterial, man erreicht so einen wesentlich verbesserten Korrosionsschutz. Dieser Schutz geht allerdings zu Lasten der guten Verschleißschutzeigenschaft, da man bei der Nachverdichtung (Sealing) Böhmit aus der Schicht herauslöst und diese im oberen Bereich geschwächt wird. Die Poren kann man auch mit einer wässrigen PTFE-Lösung „imprägnieren“. PTFE verleiht dem Harteloxal wesentlich verbesserte Gleiteigenschaften. Allerdings werden nur PTFE-Schichtdicken von maximal 3 µm erreicht. Abrasiver Verschleißbeanspruchung kann die PTFE-Schicht nicht lange widerstehen.